# Pierre Maillard-Verger
Pierre Maillard-Verger (ur. 5 grudnia 1910 w Paryżu, zm. 30 kwietnia 1968 w Paryżu) – pianista i kompozytor francuski.

## Życiorys
Studiował w konserwatorium paryskim m.in. pod kierunkiem Paula Dukasa. W 1937 był jednym z ośmiorga reprezentantów Francji na III Międzynarodowym Konkursie Pianistycznym im. Fryderyka Chopina i został laureatem XI nagrody (czwartej nagrody publiczności). W prasie warszawskiej nie zachowały się relacje z jego występów, ale został zapamiętany, gdyż rok później występował z recitalem w sali Konserwatorium w Warszawie.
W jego repertuarze były utwory m.in. Gabriela Fauré'go, Wolfganga Amadeusa Mozarta, Modesta Musorgskiego, Maurice'a Ravela, Franza Schuberta, Fryderyka Chopina, Ludwiga van Beethovena, Roberta Schumanna, Claude'a Debussy'ego. Nagrał wiele płyt z muzyką tych kompozytorów.